# Diada dels 4 fuets

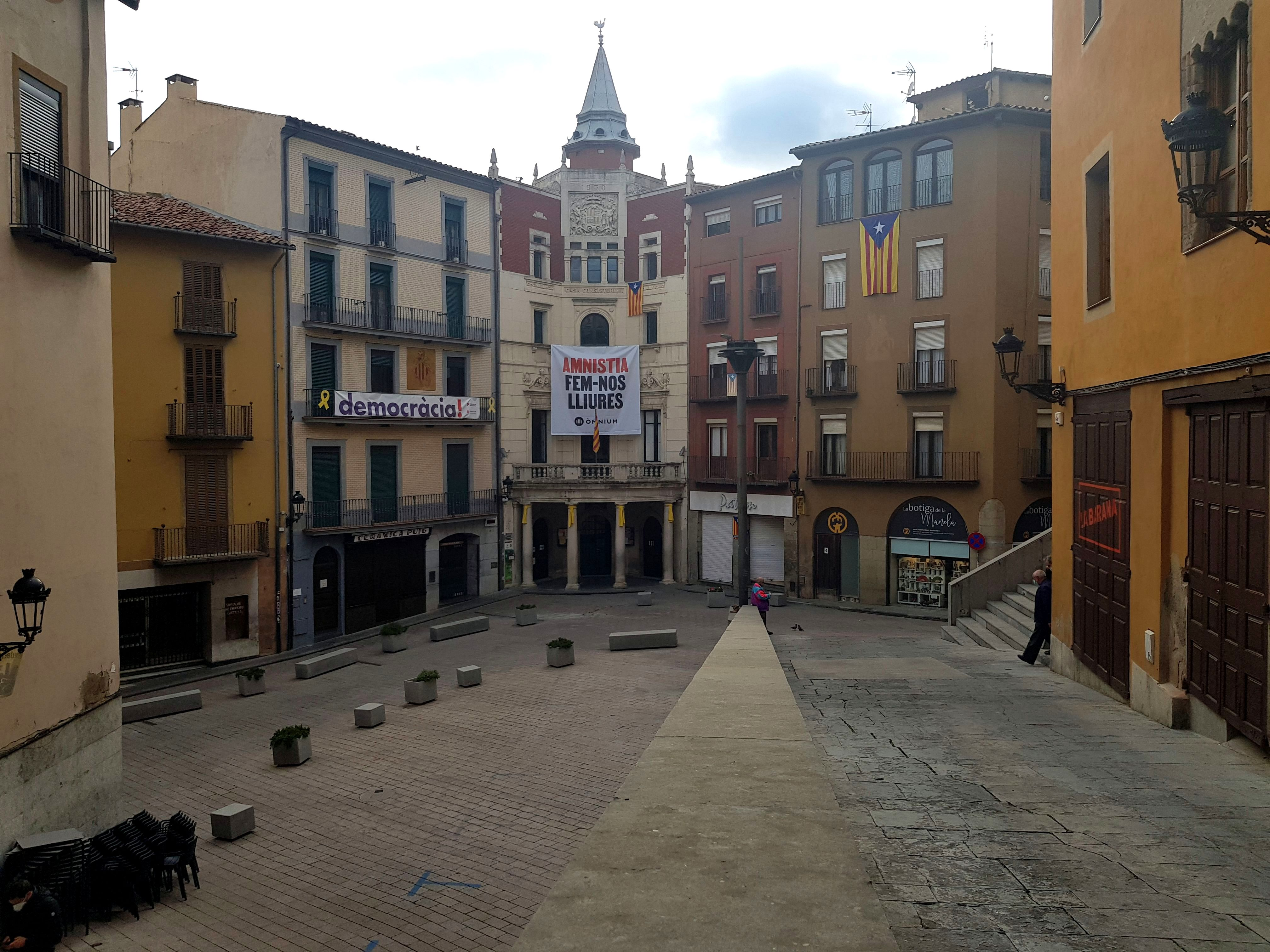
La Plaça Sant Pere de Berga, escenari de la diada.

La Diada dels 4 fuets (Berga) és una de les principals diades castelleres dels Castellers de Berga. Té lloc a la Plaça Sant Pere de Berga, coneguda per ser l'escenari principal de La Patum. La diada va ser creada amb la finalitat d'acostar la tradició castellera a Berga, i des del seu inici s'hi han convidat les principals colles del món casteller. Fins al moment, a més a més de la colla local hi han participat: 
- Castellers de Sabadell
- Castellers de Barcelona
- Castellers de Vilafranca
- Minyons de Terrassa
- Castellers de la Vila de Gràcia
- Colla Jove Xiquets de Tarragona
- Castellers de Vilafranca
- Capgrossos de Mataró

La celebració dels quatre fuets és una part del cicle de Patum. A la tarda del diumenge abans de Corpus, a la plaça Viladomat de Berga, es fa un salt de maces (ball de diables), tradicionalment amb l'excusa de comprovar la qualitat dels fuets (petards) d'aquell any. Amb la fundació dels Castellers de Berga l'any 2013, es va decidir d'aprofitar la data per fer la diada principal de la colla i així participar en les celebracions de la Patum.

## 2013
La primera edició de la diada va tenir lloc el diumenge, 26 de maig de 2013. A més a més de la colla local, hi van participar els Castellers de Barcelona i els Castellers de Sabadell.

### Castells assolits
Es poden veure els vídeos dels castells fets pels Castellers de Berga clicant sobre el nom del castell.
|                         | pilars d'entrada | 1a ronda  | 2a ronda | 3a ronda | ronda de pilars |
| Castellers de Berga     | p4cam            | 3d6xs(2i) | 5d6      | 4d7 3d6  | p5              |
| Castellers de Sabadell  | p4cam            | 3d8       | 5d7      | 4d7a     | p5              |
| Castellers de Barcelona | p4cam            | 3d8       | 4d8      | 4d7a     | p5              |

(f) folre, (m) manilles, (c) carregat, (i) intent, (id) intent desmuntat, (a) agulla

### Crònica de la Diada
A les 12 del migdia entraven els pilars caminant de les tres colles a la Plaça de Sant Pere. Els Castellers de Berga van fer dos intents fallits de 3 de 6 per sota en primera ronda, i en la segona van descarregar el 5 de 6. En tercera van descarregar el 4 de 7 per segona vegada en la seva història, una setmana després de descarregar-la per primer cop a la Festa Major de Puig-reig. Finalment, per sortir de plaça amb 3 castells, van descarregar el 3 de 6. Van tancar la diada amb el segon pilar de 5 de la temporada i 4 pilars de 4 simultànies.
Els Castellers de Sabadell van descarregar el 3 de 8, el 5 de 7, el 4 de 7 amb l'agulla i el pilar de 5. També van alçar un pilar de dol en memòria del seu company Lluís Salvador.
Els Castellers de Barcelona van descarregar el 3 de 8, el 4 de 8, el 4 de 7 amb l'agulla i el pilar de 5.

## 2014
El diumenge, 15 de juny de 2014, els Castellers de Vilafranca, Castellers de Barcelona i Castellers de Berga van participar en la segona edició de la diada, que va ser retransmesa en directe per Televisió del Berguedà i també per Internet a festadirecte.cat. La setmana de la diada, els berguedans van organitzar 3 assajos, amb un assaig públic el divendres a la Plaça de Sant Joan, i un sopar i concert del grup Riu al Casal Panxo després de l'assaig.
(Vegeu el vídeo promocional de la Diada)

### Castells assolits
Es poden veure els vídeos dels castells fets pels Castellers de Berga clicant sobre el nom del castell.
|                          | pilars d'entrada | 1a ronda | 2a ronda    | 3a ronda | ronda de pilars |
| Castellers_de_Berga      | p4cam            | 4d7a     | id5d7, 4d7c | 7d7      | vano de 5       |
| Castellers_de_Vilafranca | p4cam            | 3d9f     | 4d9f        | 5d8      | p5, 4p4         |
| Castellers_de_Barcelona  | p4cam            | 2d8f     | 3d8         | 4d8      | p6, p4          |

(f) folre, (m) manilles, (c) carregat, (i) intent, (id) intent desmuntat, (a) agulla

### Crònica de la Diada
Després dels pilars caminants, els de la camisa blava van començar descarregant el seu màxim castell fins aleshores: el 4 de 7 amb agulla. En segona ronda, arribava un dels objectius de la temporada, el 5 de 7. Dubtes ens els pisos superiors van fer desmuntar el castell. Per asserenar els ànims, els Castellers de Berga van apostar per un 4 de 7, el castell que més vegades havien descarregat fins al moment. El 4 de 7 es va carregar sense problemes, però a la sortida de dosos, amb acotxador i enxaneta a la pinya, un detall va provocar la llenya del castell contra tot pronòstic. Lluny d'ensorrar-se, els berguedans van descarregar el 7 de 7 en tercera ronda.
Els de Vilafranca van completar el 3 i el 4 de 9 i el 5 de 8, i els de Barcelona el 2 de 8 amb folre, el 3 i el 4 de 8.
Aquesta edició de la diada va tenir un to reivindicatiu. Per una banda, s'hi va demanar la llibertat del casteller de Barcelona Sergi Rubia, empresonat 17 dies abans en el marc dels aldarulls arran del desallotjament de Can Vies. Per altra banda, es va aprofitar la diada per demanar l'absolució de Sergi Rodríguez, un berguedà jutjat per un suposat clatellot al regidor del PP a Berga durant la Patum del 2012.

## 2015
El diumenge 31 de maig de 2015, va tenir lloc la tercera Diada dels Quatre Fuets, amb els Castellers de Berga, els Minyons de Terrassa i els Castellers de Barcelona. El divendres 29 de maig, en preparació per la diada, es va organitzar un taller de castells, un assaig especial a la Plaça de Sant Pere, un sopar i un concert del grup Riu. Els actes van ser organitzats conjuntament pels Castellers de Berga i el Casal Panxo.
(Vegeu el vídeo promocional de la Diada.)

### Castells assolits
Es poden veure els vídeos dels castells fets pels Castellers de Berga clicant sobre el nom del castell.
|                         | pilars d'entrada | 1a ronda | 2a ronda | 3a ronda | ronda de pilars |
| Castellers_de_Berga     | p4cam            | 4d7a     | 5d7      | 7d7      | p5              |
| Castellers de Barcelona | p4cam            | 4d8a(c)  | 5d8      | 3d8      | p5              |
| Minyons de Terrassa     | p4cam            | 4d8a     | 3d9f     | -        | p5              |

(f) folre, (m) manilles, (c) carregat, (i) intent, (id) intent desmuntat, (a) agulla

### Crònica de la Diada
La diada va començar amb retard, ja que l'Ajuntament de Berga no havia realitzat les gestions necessàries per assegurar la presència d'una ambulància. Unes gestions fetes en aquell mateix moment van aconseguir-ne una, però va arribar 1 hora i 10 minuts més tard del previst.
Després dels pilars caminants per entrar a la Plaça de Sant Pere i una llarga estona d'espera, els Castellers de Berga van descarregar el 4 de 7 amb l'agulla. En segona ronda, van descarregar el primer 5 de 7 de la temporada (a l'actuació de la Fira de Maig només l'havien aconseguit carregar). Abans de començar la tercera ronda, va començar a ploure, però després d'uns instants de dubte els Castellers de Berga van descarregar un 7 de 7. Finalment, van descarregar un pilar de 5. Els Castellers de Berga van repetir la seva millor actuació fins al moment, ja que havien descarregar els mateixos tres castells a la diada del seu 2n aniversari, el juliol de 2014.
Malgrat el retard provocat per l'absència de l'ambulància i amb l'afegit de la pluja, les colles convidades van fer una molt bona diada: els Castellers de Barcelona van carregar un 4 de 8 amb l'agulla, i van descarregar un 5 de 8 i un 3 de 8. Els Minyons de Terrassa van descarregar un 4 de 8 amb agulla i un 3 de 9 amb folre, però no van tenir temps de fer un tercer castell.

## 2016
La diada del 2016 va tenir lloc el dissabte, 21 de maig, a les 5 de la tarda. A diferència d'altres anys, es va fer el dissabte a la tarda i no el diumenge al migdia per la coincidència de molts actes culturals a Berga. En aquesta edició hi van participar, a més a més de la colla local, els Castellers de la Vila de Gràcia i la Colla Jove Xiquets de Tarragona.

### Castells assolits
|                                 | pilars d'entrada | 1a ronda | 2a ronda | 3a ronda | ronda de pilars |
| Castellers_de_Berga             | p4cam            | 4d7      | 5d7      | 7d7      | p5              |
| Castellers de la Vila de Gràcia | p4cam            | 3d8      | 2d8f     | 4d8      | p5              |
| Colla Jove Xiquets de Tarragona | p4cam            | 2d8f     | 4d8a     | 3d8      | p6              |

(f) folre, (m) manilles, (c) carregat, (i) intent, (id) intent desmuntat, (a) agulla

### Crònica
Després dels pilars caminants, la colla local va descarregar el 4 de 7 amb l'agulla a la primera ronda, el 5 de 7 a la segona i el 7 de 7 a la tercera, sense problemes notables. Finalment, van tancar la diada amb un pilar de 5.
Les dues colles convidades van realitzar actuacions gairebé idèntiques. Els Castellers de Gràcia, per la seva part, van descarregar el 3 de 8, el 2 de 8 amb folre, i el 4 de 8, mentre que la colla Jove de Tarragona va realitzar un 3 de 8, un 4 de 8 amb l'agulla, i una torre de vuit amb folre. Mentre els de Gràcia van acabar la diada amb un pilar de 5, els tarragonins van descarregar un pilar de 6.
Per acabar la diada, vora 500 castellers van prendre part en un sopar a la Plaça del Forn de Berga, que va anar seguit d'un ball amb els punxadiscos PD Nanfu i Salas Xic.